# 943 Begonia
A 943 Begonia (ideiglenes jelöléssel 1920 HX) a Naprendszer kisbolygóövében található aszteroida. Karl Wilhelm Reinmuth fedezte fel 1920. október 20-án, Heidelbergben.